# Махмуд Намджу
Махмуд Намджу (22 вересня 1918 — 21 січня 1990) — іранський важкоатлет.
Срібний призер Олімпійських Ігор 1952 року в категорії 56 кг, бронзовий призер 1956 року в категорії 56 кг, учасник 1948 року.
Переможець Азійських ігор 1951 року в категорії 56 кг, срібний призер 1958 року в категорії 56 кг.
Чемпіон світу 1949 (56 кг), 1950 (56 кг), 1951 (56 кг) років, срібний призер 1954 року в категорії 56 кг, бронзовий призер 1955 (56 кг), 1957 (56 кг) років.